# Італо Дзінгарелі
Італо Зінгареллі (італійська вимова: [ˈiːtalo ddziŋɡaˈrɛlli] ; 15 січня 1930 — 29 квітня 2000) — італійський кінопродюсер, режисер та винороб.

## Біографія
Італо Зінгареллі народився 15 січня 1930 року у сім'ї вчителів. Його батько помер коли Італо було всього 10 років, але незважаючи на це, він зберігав артистичний і завзятий дух, підтримуваний бажанням стати актором. Це бажання не було сприйняте серйозно, і Італо відправили вчитися на математичний факультет Римського університету, де він під час навчання активно займався спортом і боксом.
Під час одного з тренувань Італо був помічений агентом по кастингу, який займався підбором статистів та каскадерів для фільму «Камо грядеши». Після цього фільму Італо почав поступово втягуватись у кінобізнес, працюючи з 1950 року асистентом продюсерів, техніком-постановником та виконуючи ролі статистів.
У 1958 році відбувся його продюсерський дебют у фільмах «Воїн та рабиня» і «Легіони Нілу». У 1969 році Італо підтримав Енцо Барбоні з його вестерном «Мене звуть Трійця», який зіткнувся з виробничою кризою, оскільки багато продюсерів вважали фільм занадто комічним для вестерну та занадто жорстоким для комедії. Але Італо побачив прихований потенціал фільму і прийняв важливі рішення, реалізувавши зйомки та запросивши Теренса Гілла і Бада Спенсера на ролі Трійці та його брата Бамбіно. «Мене звуть Трійця» майже відразу став комерційним успіхом, а акторська гра та харизма комедійного дуету Гілла та Спенсера завоювали світову аудиторію. Це дозволило Барбоні та Зінгареллі зняти успішний сиквел «Мене все ще звуть Трійця», а також інший успішний фільм «Давайте, хлопці».
У 1964 році Італо заснував власну продюсерську компанію, яка створила понад п'ятдесят повнометражних фільмів. У 1966 році він заснував кінодистриб’юторську компанію DELTA, яка представила найсучаснішу систему для копіювання целулоїдної плівки, що дозволяла здійснювати так зване «килимове бомбардування» кінотеатрів.
Незважаючи на комерційні успіхи його фільмів та перспективність кар'єри, Італо вирішив покинути кіноіндустрію на користь своєї сім'ї. У 1955 він одружився з Лаурою Спано, яка народила трьох дітей: Фабіо, Сандру та Серджо. Як зізнавався його син Серджо, батько та матір завжди мріяли про власний сімейний бізнес. Спочатку вони планували розводити худобу, але під час пошуків територій для ферми серед земель П’ємонту та Тоскани Італо знайшов напівзруйнований та занедбаний середньовічний фермерський хутір під назвою Macìe. Викупивши майже 200 акрів землі, він одразу почав розсаджувати санджовезе та інші сорти винограду, розбудовувати ферму та перетворювати її на виноробню. Перший прибуток був майже повністю витрачений на придбання ферми «Tenuta Sant’Alfonso» площею 130 гектарів. Енолог застерігав Італо від покупки, стверджуючи, що глинисті ґрунти не дадуть високоякісного санджовезе, але Італо помітив прихований потенціал землі і все одно висадив там виноград. Навіть зараз на цих глинистих виноградниках вирощують винятковий санджовезе, незалежно від погодних умов, завдяки здатності ґрунту накопичувати воду. Цей унікальний фруктовий, оксамитовий характер вирізняє вина.
На початку 1980-х років компанія Італо виробляла близько 80 тисяч пляшок вина. Цей успіх дозволив йому придбати третій маєток - хутір Fizzano 11-го століття площею 35 гектарів у 1984 році, де він ініціював ремонт історичних будівель. Він доручив проект своєму синові Фабіо, досвідченому архітектору, який створив сучасні та комфортні помешкання для робітників, а також гостинний комплекс «Relais Riserva di Fizzano» для туристів.
Щоб збільшити продажі, Італо та Серджо вирішили випустити три види вина - «Tenuta Sant’Alfonso» (100-відсотковий санджовезе з глинистих ґрунтів), «Riserva di Fizzano Chianti Classico» з піщаної ферми Fizzano та Chianti Classico Riserva з виноградників Pian della Casina в маєтку Macìe.
У 1991 році Італо почав поступово відходити від справ і призначив свого сина Серджо директором компанії «Rocca delle Macìe». Італо Зінгареллі помер 29 квітня 2000 року в Римі, Італія.

## Фільмографія
- Непереможний гладіатор (1961)
- Гладіатори 7 (1962)
- Молоді вовки (1968)
- Армія п'яти чоловік (1969)
- Мене звуть Трійця (1970)
- Мене все ще звуть Трійця (1971)
- Я — за гіпопотамів! (1979)